# Bumetopia conspersa
Bumetopia conspersa är en skalbaggsart som först beskrevs av Aurivillius 1924.  Bumetopia conspersa ingår i släktet Bumetopia och familjen långhorningar.
Artens utbredningsområde är Filippinerna. Inga underarter finns listade.